# Ludomił Lewenstam

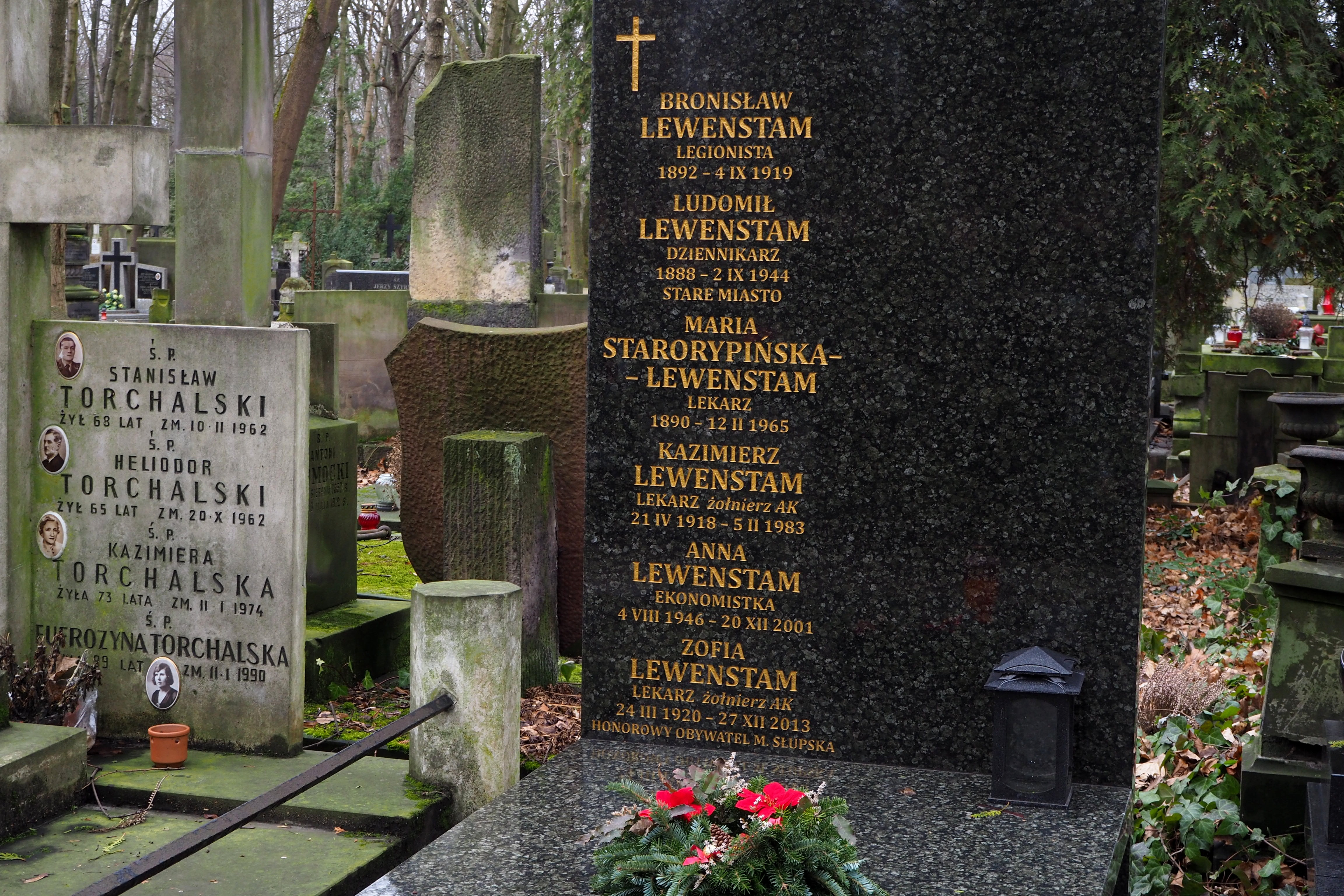
Grób Ludomira Lewenstama oraz Zofii Lewenstam na Cmentarzu Powązkowskim w Warszawie

Ludomił Ludwik Lewenstam (ur. 17 grudnia 1887 w Aleksandrowie Kujawskim, zm. 2 września 1944 w Warszawie) – polski dziennikarz pochodzenia żydowskiego. 

## Życiorys
Ukończył szkołę średnią w Warszawie. Studiował na uniwersytetach w Lozannie i Nancy. W 1913 ukończył Szkołę Nauk Politycznych w Paryżu. Jako dziennikarz współpracował z „Kurierem Polskim”, „Gazetą Polską”, „Światem”, „Tygodnikiem Ilustrowanym”. Do 1934 pełnił funkcję redaktora naczelnego „Dnia Polskiego”. W latach 1934–1936 był dziennikarzem „Kuriera Warszawskiego”. Równocześnie w latach 1934–1935 pracował w piśmie „Polska Zbrojna”. Pod koniec lat 30. był zastępcą członka zarządu Towarzystwa Wyższej Szkole Dziennikarskiej w Warszawie. Używał pseudonimów: Lambda, Lud. L., L. de F., Louis de Fimon.
Był mężem Marii ze Starorypińskich (1890–1965), z którą miał syna Kazimierza (1918–1983).
Zginął podczas powstania warszawskiego na Starym Mieście w Warszawie. Został pochowany na cmentarzu Powązkowskim (kwatera 184-1-21).

## Ordery i odznaczenia
- Złoty Krzyż Zasługi (11 listopada 1936)[5]
- Krzyż Komandorski Orderu Świętego Sawy (Jugosławia)
- Krzyż Oficerski Orderu Gwiazdy Rumunii (Rumunia)